# Megatominae
Megatominae là một phân họ bọ cánh cứng trong họ Dermestidae. Phân họ này bao gồm một số loài gây hại cho dụng cụ gia dụng nổi tiếng, chúng thuộc các chiAnthrenus và Trogoderma.